# Tyrannochthonius caecatus
Espèce
Synonymes
- Paraliochthonius caecatus Beier, 1976

Tyrannochthonius caecatus est une espèce de pseudoscorpions de la famille des Chthoniidae.

## Distribution
Cette espèce est endémique de Nouvelle-Zélande.

## Description
Les femelles mesurent de 2,0 à 2,3 mm.

## Publication originale
- Beier, 1976 : The pseudoscorpions of New Zealand, Norfolk, and Lord Howe. New Zealand Journal of Zoology, vol. 3, no 3, p. 199-246 (texte intégral).